# 히사지마 시호
히사지마 시호(일본어: 久嶋 志帆 ひさじま しほ[*], 1982년 5월 31일 ~ )는 일본의 여성 성우다. 와카야마현 출신이며, 소속사늗 81프로듀스이다.

## 출연 작품
- 개구리 중사 케로로
- 그레이 아나토미 - 데비
- 나루토 - 시호, 페인, 아지사이
- 미르모 퐁퐁퐁 - 스미타 치카, 유키(어린시절)
- 방가방가 햄토리 - 소녀A, 축구하는 소년A
- 브리 라슨 전담
- 스모모모모모모 ~지상 최강의 신부~ - 아이
- 스쿨 데이즈 - 카츠라 마나미(카츠라 코토노하의 어머니)
- 연금 3급 매지컬 포카~앙 - 미쿠
- 완소 퍼펙트 반장
- 은혼
- 절대가련 칠드런 - 로봇 선생님
- 주몽 - 양설란
- 지옥소녀 - 마유미의 어머니, 이자키 아야
- 콰이 강의 다리
- 페토페토씨 - 오다시마 미유키
- 프리큐어 시리즈
  - 두 사람은 프리큐어 Splash Star - 레이코
  - 하트캐치 프리큐어 - 묘도인 사츠키(소년기), 오가사와라 마오